# Siguniktawak
Siguniktawak, banda Micmac Indijanaca u okrugu Pictou u Novoj Škotskoj, Kanada. Godine 1909. bilo ih je 174 na rezervatima Fisher's Grant i Indian Island.
Grupa Siguniktawak, prema Randu, obuhvaća pod svije ime Micmace u distriktima koje naziva Pictou, Memramcook i Restigouche.

## Vanjske poveznice
- Micmac Indians  Arhivirana inačica izvorne stranice od 19. prosinca 2011. (Wayback Machine)